# Porricondyla flava
Porricondyla flava är en tvåvingeart som först beskrevs av Johann Wilhelm Meigen 1818.  Porricondyla flava ingår i släktet Porricondyla och familjen gallmyggor.
Artens utbredningsområde är Tyskland. Inga underarter finns listade i Catalogue of Life.